# Sapardos
Sapardos es una freguesia portuguesa del municipio de Vila Nova de Cerveira, con 6,44 km² de superficie y 366 habitantes (2011). Su densidad de población es de 56,8 hab/km².